# De Koel
De Koel (niederländisch Die Grube; Koel ist der örtliche Dialekt für Kuil; aufgrund eines Namenssponsorings offiziell Covebo-Stadion – De Koel –) ist ein Fußballstadion in der niederländischen Grenzstadt Venlo, die rund 35 Kilometer von Mönchengladbach entfernt ist. Es ist seit 1972 die Heimspielstätte des Fußballclubs VVV-Venlo und bietet momentan 8.000 Plätze, davon 1.500 Stehplätze. Für die Gästefans stehen 500 Plätze bereit.

## Geschichte
Das Stadion liegt auf dem Kaldenkerkerberg im Südosten Venlos. Eingeweiht wurde es am 19. März 1972 mit einem Spiel zwischen dem VVV-Venlo und dem SC Cambuur-Leeuwarden (1:1). Es ersetzte das Stadion De Kraal, in dem der VVV von 1903 bis zum Umzug ins De Koel seine Heimspiele austrug. Der Zuschauerrekord liegt im Stadion De Koel bei 24.500 Zuschauern bei einer Partie gegen Ajax Amsterdam im Jahr 1977.
Im Jahr 2004 wurde die gesamte Sportstätte grundrenoviert. 2005 wurde es offiziell in Seacon Stadion - De Koel -, nach dem Haupt- und Trikotsponsor Seacon Logistics BV, umbenannt. Für die Eredivisie-Saison 2007/08, als VVV-Venlo erstmals seit 1994 wieder erstklassig spielte, erfolgten Erweiterungen am Stadion. Die Seiten- und Hintertortribünen wurden zum Teil überdacht. Die Sitzschalen wurden gegen Sitze in den Vereinsfarben Gelb und Schwarz getauscht. Die Spielstätte wurde mit einer Flutlichtanlage ausgestattet. Vor dem Stadion befinden sich Parkplätze. Seit der Saison 2009/10 ist die Osttribüne ein Stehrang.
Schon einige Jahre bemühte sich der VVV-Venlo um einen Stadionneubau. Der Gemeinderat der Stadt Venlo genehmigte im April 2012 den Bau. Im Dezember 2013 machte ein neu angepasster Flächennutzungsplan für das Gelände De Kazeerne das Bauvorhaben endgültig zunichte. Laut dem Plan ist Fußball unter freiem Himmel nicht gestattet. Da eine Spielstätte mit geschlossenem Dach für den VVV keine Alternative ist, sollte das De Koel nach und nach renoviert werden.
In Zusammenarbeit mit seinen Sponsoren eröffnete der VVV im November 2013 den 120 m² großen Walk of Fan, auf dem sich die Fans des Vereins verewigen lassen können. In einer weiteren Marketingaktion wurde ein Kassenhäuschen am Stadion von der IHB Travel in ein UFO verwandelt.
Ab Mitte der 2000er Jahre plante der Verein den Neubau eines Stadions. Diese Pläne wurden nach mehr als zehn Jahren im November 2016 ad acta gelegt. Dafür soll der Umbau der bisherigen Spielstätte in mehreren Phasen vorangetrieben werden. Nachdem der VVV zur Saison 2017/18 in die Eredivisie zurückkehrte, ist eine Renovierung der veralteten Anlage notwendig, da die Liga mittlerweile höhere Anforderungen an die Stadien stellt. Da der Verein über wenig finanzielle Mittel verfügt, musste er eine jährliche Stadionmiete von nur einem Euro zahlen. So plant man den Umbau des De Koel  mit Hilfe von Investoren für 12,5 Mio. Euro bis zum Jahr 2019 oder 2020. Die berühmte Stadiontreppe, die von den obenliegenden Umkleidekabinen runter zum Spielfeld führt, soll höchstwahrscheinlich erhalten bleiben.
Im November 2017 hat sich der VVV-Venlo mit der Stadt Venlo über den Kauf des Stadiongeländes für 545.000 Euro geeinigt. Zuvor wurden im Sommer von der Stadt wie vom Verein Grundstücksbewertungen in Auftrag gegeben, die nahezu zu identischen Werten führten. Nachdem schon eine Grundsatzvereinbarung bestanden hatte, wurde der Verkauf von Seiten der Stadt am 15. November des Jahres beschlossen. Die Spielstätte soll modernisiert werden und das jetzige Platzangebot von 8.000 auf 10.000 Plätze steigen. Die Stadt wird den Verein dabei nicht mit öffentlichen Geldern unterstützen. Die Planungen des VVV-Venlo sehen dies auch nicht vor.
Anfang Dezember 2017 wurde der Kaufvertrag unterzeichnet, womit der VVV-Venlo formal Besitzer des Stadions wurde.
Am 1. April 2018 wurde das Stadion für ein Spiel nach der Hotelkette Van der Valk in Van der Valk Stadion – De Koel – umbenannt. Anschließend nahm es wieder seinen vorherigen Sponsorennamen Seacon Stadion – De Koel – an.
Am 14. Januar 2019 gab der VVV-Venlo bekannt, dass das Stadion einen neuen Namen erhält. Das Zeitarbeitsunternehmen Covebo mit Sitz in Nijkerk wird mindestens bis zum Saisonende 2020/21 Namensgeber der Spielstätte des VVV-Venlo sein. Zudem wird Covebo Hauptsponsor des Clubs. Weiterhin wird ein langfristiger Umbau des De Koel geplant. Ziel ist u. a. der Ausbau auf 12.000 Plätze und die Überdachung der Tribünen. Dafür müsste zuvor aber die Finanzierung des Bauprojekts geklärt werden.